# Mortal Kombat 2 (film)
Pour les articles homonymes, voir Mortal Kombat (homonymie).
Ne doit pas être confondu avec Mortal Kombat II.
Série
Mortal Kombat
(2021)
Pour plus de détails, voir Fiche technique et Distribution.
Mortal Kombat II (Mortal Kombat 2) est un film américain réalisé par Simon McQuoid dont la sortie est prévue en 2025. Il s'agit d'une suite de Mortal Kombat, du même réalisateur, sorti en 2021. Il s'agit d'une adaptation de la série de jeux vidéo Mortal Kombat.

## Fiche technique
Sauf indication contraire, les informations mentionnées dans cette section peuvent être confirmées par la base de données cinématographiques IMDb,  présente dans la section « Liens externes ».
- Titre original : Mortal Kombat 2
- Titre français : Mortal Kombat II[1]
- Réalisation : Simon McQuoid
- Scénario : Jeremy Slater, d'après la série de jeux vidéo Mortal Kombat créée par Ed Boon et John Tobias
- Musique : Benjamin Wallfisch
- Décors : Yôhei Taneda
- Costumes : Cappi Ireland
- Photographie : Stephen F. Windon
- Montage : Stuart Levy
- Production : Toby Emmerich, James Wan, Todd Garner, Simon McQuoid et E. Bennett Walsh

Producteur délégué : Richard Brener
- Sociétés de production : New Line Cinema, Atomic Monster et Broken Road Productions
- Société de distribution : Warner Bros. Pictures (États-Unis, France)
- Budget : N/A
- Pays de production :  États-Unis
- Langue originale : anglais
- Format : couleur - son : DTS / Dolby Digital / Dolby Surround
- Genre : action, aventures, fantastique, arts martiaux
- Dates de sortie[2] : Dates sujettes à modification
  - France : 22 octobre 2025
  - États-Unis : 24 octobre 2025

## Distribution
- Lewis Tan : Cole Young
- Karl Urban : Johnny Cage
- Jessica McNamee : Sonya Blade
- Mehcad Brooks : Jackson "Jax" Briggs
- Tadanobu Asano : Raiden
- Ludi Lin : Liu Kang
- Chin Han : Shang Tsung
- Joe Taslim (en) : Bi-Han / Noob Saibot
- Hiroyuki Sanada : Hanzo Hasashi / Scorpion
- Josh Lawson : Kano
- Max Huang : Revenant Kung Lao
- Tati Gabrielle : Jade
- Adeline Rudolph : Kitana
- Martyn Ford :  Shao Kahn
- Desmond Chiam : le roi Jerrod
- Ana Thu Nguyen : la reine Sindel
- Damon Herriman : Quan Chi
- C. J. Bloomfield : Baraka

## Production

### Genèse et développement
Après la sortie de Mortal Kombat en avril 2021, l'acteur Joe Taslim (en) — interprète de Bi-Han / Sub-Zero — révèle qu'il a signé pour quatre autres films, si Warner Bros. décide d'en faire une franchise.
Simon McQuoid, réalisateur du premier opus, se déclare prêt à revenir pour réaliser une suite si l'histoire est bonne. Dans une interview après la sortie du film, le réalisateur explique que le personnage de Johnny Cage n'a pas été introduit dans le premier film parce que c'est une « personnalité géante » qui aurait déséquilibré le film. Il révèle que des suites potentielles pourraient explorer des personnages comme Cage et Kitana. Il exprime également son souhait d'inclure davantage de personnages féminins. Greg Russo, coscénariste du premier film, explique qu'il considérait ce reboot comme une futur trilogie, avec le premier film qui se déroule avant le tournoi Mortal Kombat, un deuxième qui se déroulerait pendant le tournoi et un troisième situé après le tournoi.
En novembre 2021, le producteur Todd Garner fait allusion au développement d'une suite sur Twitter. En janvier 2022, il est confirmé qu'un deuxième film est en développement, avec Jeremy Slater comme scénariste. En mai 2022, ce dernier confirme son intention d'inclure Johnny Cage dans le film. Il ajoute plus tard que le film « adoptera une partie de l'étrangeté » inhérente à la franchise Mortal Kombat et qu'il voulait que le film soit « imprévisible » et défie les attentes des fans. En juin 2022, il a en outre expliqué que la suite répondrait aux réactions positives et négatives des fans sur le premier film. En juillet 2022, il est annoncé que le film a reçu le feu vert de New Line et que Simon McQuoid reviendra pour le réaliser.

### Attribution des rôles
En mai 2023, Tati Gabrielle est évoquée pour incarner Jade, alors que Karl Urban est lui aussi en négociation pour jouer Johnny Cage. Il est alors précisé que Jessica McNamee et Josh Lawson vont reprendre leur rôle respectifs de Sonya Blade et Kano présents dans le premier film. Plus tard, Adeline Rudolph est annoncée dans le rôle de Kitana, alors que Tati Gabrielle est officiellement confirmée pour prêter ses traits à Jade.
En juin 2023, le bodybuilder Martyn Ford, Desmond Chiam, Ana Thu Nguyen ou encore Damon Herriman sont annoncés pour jouer Shao Kahn, le roi Jerrod, la reine Sindel et Quan Chi. Damon Herriman avait déjà participé à l'univers de la franchise en prêtant sa voix à Kabal dans le précédent film. Max Huang est ensuite confirmé pour reprendre son rôle de Kung Lao.

### Tournage
Le tournage débute le 22 juin 2023. Il se déroule principalement dans les Village Roadshow Studios à Gold Coast en Australie,,. Il est suspendu en juillet 2023, en raison de la grève SAG-AFTRA, et reprend à la fin du conflit, en novembre 2023,. Les prises de vues s'achèvent en janvier 2024.

## Sortie et accueil
Mortal Kombat 2 sortira dans les salles américaines le 24 octobre 2025.